# Sustancia placebo

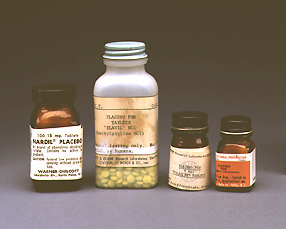
Cuatro placebos

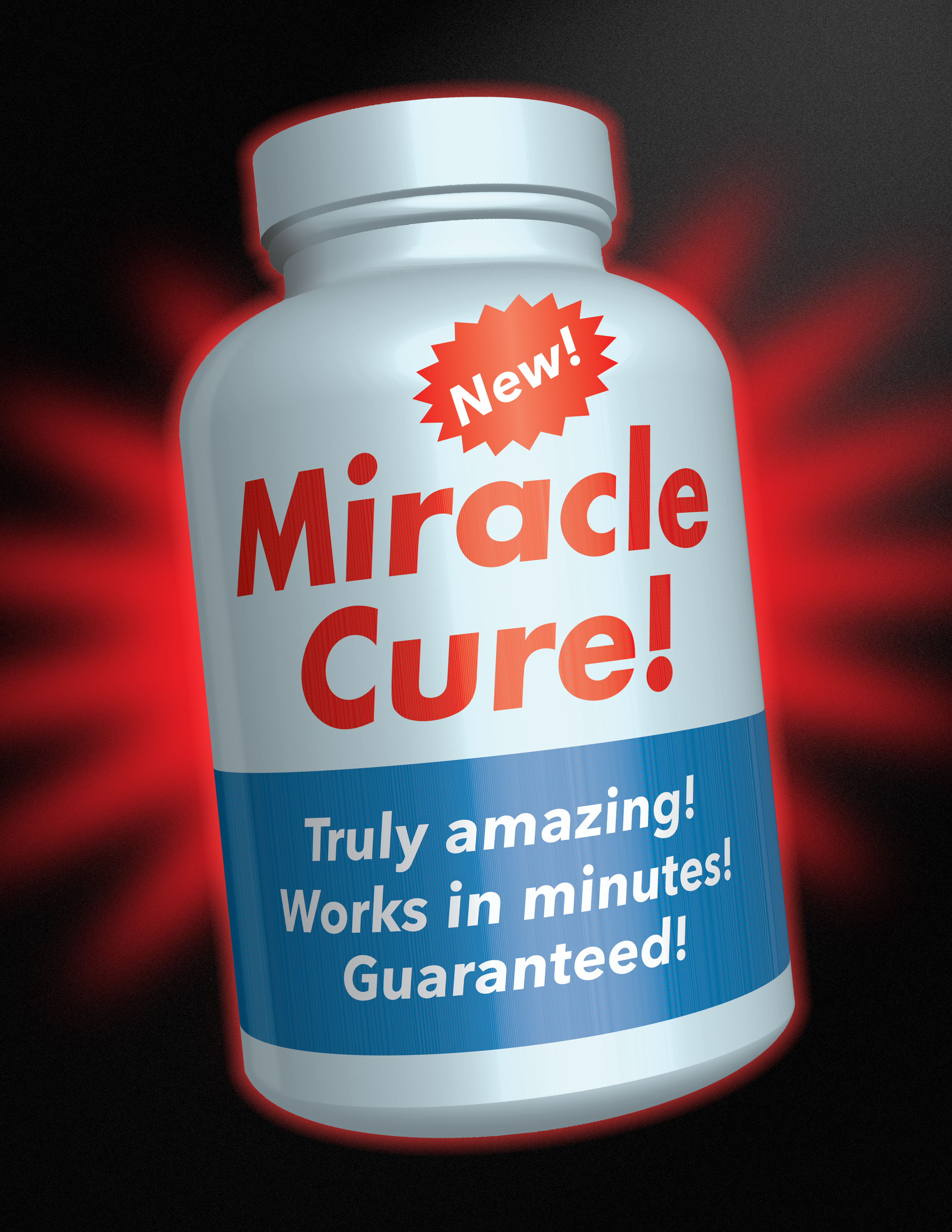
El efecto placebo está relacionado con las expectativas que genera.

Una sustancia placebo (o, simplemente, un placebo) es un compuesto químico farmacológicamente inerte que se utiliza como control en un ensayo clínico. El placebo es capaz de provocar un efecto positivo a ciertos individuos enfermos, si estos no saben que están recibiendo una sustancia inerte (por ejemplo, agua, azúcar) y que creen que es un medicamento. Esto se denomina efecto placebo y es debido a causas psicológicas.
En general, los placebos pueden afectar la forma en que los pacientes perciben su condición y estimular los procesos químicos del cuerpo para aliviar el dolor y algunos otros síntomas, pero no tienen impacto en la enfermedad en sí. Las mejoras que experimentan los pacientes después de ser tratados con un placebo también pueden deberse a factores no relacionados, como regresión a la media (un efecto estadístico en el que es más probable que una medición inusualmente alta o baja sea seguida por una medida menos extrema). El uso de placebos en la medicina clínica plantea preocupaciones éticas, especialmente si se disfrazan como un tratamiento activo, ya que esto introduce la deshonestidad en la relación médico-paciente y elude el consentimiento informado. Si bien alguna vez se asumió que este engaño era necesario para que los placebos tuvieran algún efecto, ahora hay evidencia de que los placebos pueden tener efectos incluso cuando el paciente sabe que el tratamiento es un placebo.
En un ensayo clínico controlado con placebo  cualquier cambio en el grupo de control se conoce como respuesta al placebo, y la diferencia entre ésta y el resultado de la ausencia de tratamiento es el efecto placebo.En la actualidad, algunos investigadores recomiendan comparar el tratamiento experimental con un tratamiento existente cuando sea posible, en lugar de con un placebo.
La idea de un efecto placebo -un resultado terapéutico derivado de un tratamiento inerte- se discutió en la psicología del siglo XVIII, pero se hizo más prominente en el siglo XX. Un influyente estudio de 1955 titulado El poderoso placebo estableció firmemente la idea de que los efectos placebo eran clínicamente importantes, y eran el resultado de Control neuronal de arriba hacia abajo de la fisiología. Una revaluación de 1997 no encontró pruebas de ningún efecto placebo en los datos de origen, ya que el estudio no había tenido en cuenta la regresión a la media.

## Etimología
Placebo proviene del término en latín placēbo quiere decir 'agradaré', primera persona de singular del futuro imperfecto de indicativo del verbo  placēre, 'agradar'. Se utilizaba como nombre para las Vísperas del Oficio de difuntos, tomado de su íncipit, una cita del Salmo 116:9 de la Vulgata, placēbō Dominō in regiōne vīvōrum, "[Yo] agradaré al Señor en la tierra de los vivos. " A partir de ahí, un cantor de placebo se asoció con alguien que falsamente alegaba una conexión con el difunto para conseguir una parte de la comida del funeral, y por lo tanto un adulador, y por lo tanto un acto engañoso para agradar.

## Definiciones
La definición de "placebo" ha sido objeto de debate. Una definición afirma que un proceso de tratamiento t es un placebo cuando ninguno de los factores característicos del tratamiento C son eficaces (curativos o perjudiciales) en un paciente X para  para la enfermedad D.
En un ensayo clínico, una respuesta al placebo es la respuesta medida de los sujetos a un placebo; el efecto placebo es la diferencia entre esa respuesta y la ausencia de tratamiento. La respuesta al placebo puede incluir mejoras debidas a la curación natural, descensos debidos a la progresión natural de la enfermedad, la tendencia de las personas que se encontraban temporalmente mejor o peor de lo habitual a volver a su situación media (regresión hacia la media) y errores en los registros de los ensayos clínicos, que pueden hacer parecer que se ha producido un cambio cuando nada ha cambiado.  También forma parte de la respuesta registrada a cualquier intervención médica activa.
Los efectos mensurables del placebo pueden ser objetivos (por ejemplo, disminución de la presión arterial) o subjetivos (por ejemplo, disminución de la percepción del dolor).

## Importancia biomédica
La administración de placebos puede promover una mejoría o una curación. El porcentaje de éxitos dependerá siempre del tipo de enfermedad, de la personalidad del paciente y de la capacidad de sugestión del médico o cualquier otro medio. Los placebos poseen en la medicina práctica una importante misión, pero existe consenso en que deben cumplirse[cita requerida] dos condiciones relevantes para ser empleados fuera de los ensayos farmacológicos:
- Cuando no es posible una farmacoterapia auténtica
- Cuando existe el convencimiento que mediante este falso medicamento se efectúa una psicoterapia.

Observando las limitaciones indicadas no existe en principio objeción alguna frente al uso de placebos, pero debe tratarse de sustancias completamente inertes, que no posean acciones colaterales farmacodinámicas.
No obstante, está claro que el efecto placebo no puede curar cualquier enfermedad. Un cáncer, por ejemplo, no es tratable con solo placebos. Los efectos solo se limitan a aliviar síntomas relativamente superficiales y no a curar realmente la enfermedad de fondo; a menos que desde el comienzo la enfermedad en cuestión no existiera y solo se tratara de un desequilibrio psicológico (compensado luego también psicológicamente).
Lo contrario del efecto placebo es el efecto nocebo.[cita requerida]

## Composición y funcionamiento

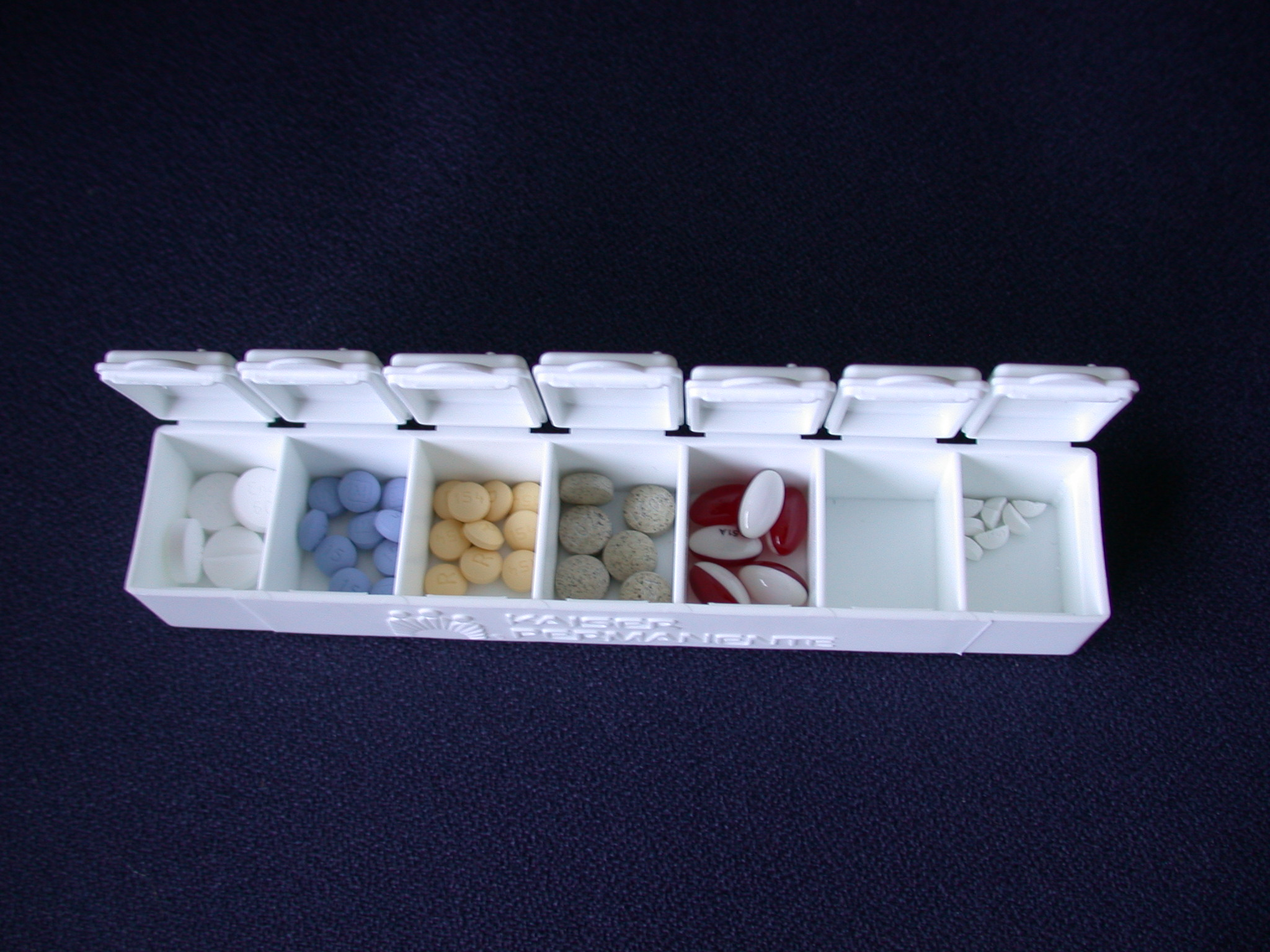
El paciente no debe saber cuál de estas píldoras es de azúcar. La efectividad terapéutica de las demás está dado por la diferencia de efecto con esta, es decir, de su efecto sobre el placebo.

Habitualmente, los placebos utilizados profesionalmente suelen consistir simplemente en caramelos de azúcar o sueros inocuos, es decir, sin ningún compuesto activo. Sin embargo, cualquier sustancia puede actuar como placebo, incluso un simple vaso de agua.
El componente principal de todo placebo es el psicológico, pero las consecuencias son físicas, como por ejemplo en la desaparición del dolor. Es por tanto un efecto psicofísiológico. De acuerdo a los estudios de Irving Kirsch, una de las mayores autoridades en el estudio del placebo, funciona más con las expectativas y no con la sugestión como se pensaba antiguamente. Cuando un paciente recibe un placebo y piensa que se trata un medicamento real, su sistema nervioso generalmente reacciona segregando diversas substancias, entre ellas la dopamina, una sustancia química responsable de los efectos en el ánimo. Pero todavía se está investigando cual es la relación entre el placebo y los efectos físicos resultantes que aceleran una curación o la desaparición del dolor. De hecho, el factor psicológico se evidencia hasta tal punto que las pastillas de azúcar fabricadas en tamaños más grandes surten más efecto que las pequeñas, y las de colores vivos más efecto que las blancas.

## Utilización

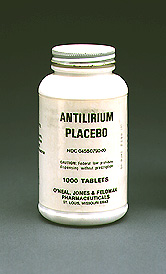
Ejemplo de placebo utilizado en investigación

Si una persona cree padecer una enfermedad, pero sus allegados tienen la certeza de que solo se trata de una sugestión (producto de un desequilibrio psicológico como la hipocondría, por ejemplo), puede otorgársele un placebo. El paciente estará convencido de que tomó un medicamento real y sus aparentes síntomas desaparecerán. Sin embargo, dado que su cuadro psicológico no ha sido realmente tratado, lo más probable es que en el futuro resurja nuevamente la situación, con la misma enfermedad imaginaria u otra distinta. De modo que no se puede continuar a base de placebos toda la vida; tarde o temprano debería conseguir atención psicológica.[cita requerida]
Se utiliza también en ensayos clínicos para poner a prueba si un medicamento es efectivo o no, de la siguiente manera. Se divide a un conjunto numeroso de pacientes con el mismo cuadro clínico en dos grupos. El primer grupo recibe el medicamento verdadero y el segundo (denominado grupo de control) recibe un placebo. Al comparar el resultado de ambos grupos, se establece si el medicamento verdadero realmente funciona o no.[cita requerida]
Nótese que la clave reside en el grupo de control. Si solo se utilizara un grupo para poner a prueba el medicamento, sin compararlo con el efecto de un placebo, el resultado no sería concluyente. Por ejemplo, si después de aplicar el medicamento se observara una mejoría del setenta por ciento de los pacientes, aun así el medicamento podría ser en realidad ineficiente; porque quizá si no hubiera sido administrado de todos modos habrían mejorado los mismos pacientes. Y a la inversa lo mismo; aun si solo mejorara el diez por ciento de los pacientes el medicamento tal vez podría ser bueno, pues quizá si no se hubiera administrado habrían mejorado no el diez sino el tres por ciento.[cita requerida]

### En el ámbito médico
El placebo tiene una utilización bastante frecuente en hospitales. Se suministra por ejemplo como sustituto de analgésicos para que el paciente no sobrepase y respete las pautas de medicación en una situación de dolor. La reducción del dolor por el efecto placebo es uno de los efectos que más interesa a la comunidad científica, ya que los estudios demuestran ser capaz de sustituir en buena medida al efecto de los opiáceos. Se piensa que los mecanismos neurológicos dependientes de la creación de expectativas estarían vinculados a la modulación del dolor.
Un estudio en el Reino Unido revela que el 97% de los médicos ha admitido haber dado al menos una vez algún tipo de placebo a sus pacientes, bien por petición del propio paciente o bien por iniciativa propia para tratar de tranquilizarlo. En concreto el 97% de los médicos ha usado tratamientos placebo «impuros» (como el uso de tratamientos no demostrados, análisis de sangre o exámenes físicos no esenciales), y el 12% placebos «puros» (pastillas de azúcar o inyecciones salinas que no contienen ingredientes activos).

## Ética en ensayos de investigación
Administrar a sabiendas un placebo a una persona cuando hay un tratamiento eficaz disponible es una cuestión bioéticamente compleja. Si bien los ensayos controlados con placebo pueden proporcionar información sobre la eficacia de un tratamiento, niegan a algunos pacientes lo que podría ser el mejor tratamiento disponible (aunque no esté probado). Por lo general, se requiere el consentimiento informado para que un estudio se considere ético, incluida la divulgación de que algunos sujetos de la prueba recibirán tratamientos con placebo.
La ética de los estudios controlados con placebo se ha debatido en el proceso de revisión de la Declaración de Helsinki. Ha sido motivo de especial preocupación la diferencia entre los ensayos que comparan placebos inertes con tratamientos experimentales y los que comparan el mejor tratamiento disponible con un tratamiento experimental; y las diferencias entre los ensayos en los países desarrollados del patrocinador y los países en desarrollo a los que se dirige el ensayo.
Algunos sugieren que se deberían utilizar los tratamientos médicos existentes en lugar de placebos, para evitar que algunos pacientes no reciban medicamentos durante el ensayo.